# Wolfgang Klein (Schauspieler, 1908)
Wolfgang Josef Gustav Ferdinand Klein (* 28. August 1908 in Deutsch Wilmersdorf; † 15. Mai 1944 in Focșani, Rumänien) war ein deutscher Schauspieler bei Bühne und Film.

## Leben
Klein war Sohn des Schauspielerehepaars Josef Klein und Elisabeth Hruby, seine Schwester war Margarete Hruby. Er trat zunächst als Filmschauspieler in Erscheinung, regelmäßige Festengagements am Theater sind erst in den ausgehenden 1930er Jahren feststellbar. Bis kurz vor dem Ende seines kurzen Lebens wirkte er an Berlins Schiffbauerdammtheater, am Renaissance-Theater und in der letzten Spielzeit 1943/44 an einer Soldatenbühne. In dieser Zeit starb Klein während einer Truppenbetreuungstournee im (damals noch) kriegsverbündeten Rumänien.
Noch in der ausgehenden Stummfilmzeit stand Wolfgang Klein erstmals vor der Kamera. Er verkörperte zunächst fesche Jungoffiziere, Studenten und Kumpeltypen. Er trat sowohl in Historienstoffen als auch in leichtgewichtigen Stoffen auf. Meist besaßen die Rollen die Größe von Edelchargen, sein letzter Auftritt in dem ambitionierten Friedemann Bach-Film besaß nur Sekundenkürze. Die Ursache für Kleins frühes Ableben im Alter von 35 Jahren im fernen Rumänien ist derzeit nicht bekannt.

## Filmografie
- 1929: Rosen blühen auf dem Heidegrab
- 1931: Feind im Blut
- 1932: Hallo Hallo! Hier spricht Berlin! (Allo Berlin? Ici Paris!)
- 1932: Teilnehmer antwortet nicht
- 1932: Glück über Nacht
- 1933: Die vom Niederrhein
- 1934: Glückspilze
- 1935: Das Mädchen Johanna
- 1935: Die klugen Frauen
- 1936: Rosen und Liebe (Kurzfilm)
- 1938: Spuk im Museum (Kurzfilm)
- 1938: Glück im Winkel (Kurzfilm)
- 1939: Rheinische Brautfahrt
- 1939: Maria Ilona
- 1939: Der ungetreue Eckhart
- 1940: Meine Tochter tut das nicht
- 1941: Friedemann Bach